# Alan Civil
Alan Civil (Northampton, Inglaterra, 13 de junio de 1929-Lambeth, Londres, Inglaterra, 19 de marzo de 1989) fue un intérprete de trompa británico.
Civil comenzó a tocar la trompa a muy corta edad en una banda militar. Estudió con Aubrey Brain, padre de Dennis Brain.
En 1953 Civil fue contratado por Thomas Beecham para ser el segundo de Dennis Brain en la Royal Philharmonic Orchestra, asumiendo el primer atril cuando Brain se marchó a la Orquesta Philharmonia. En 1955, el propio Civil se unió a la Philharmonia tras participar como refuerzo en una gira por América bajo la dirección de Herbert von Karajan. Allí se convirtió de nuevo en primer instrumentista cuando Brain falleció en un accidente de automóvil en 1957. En 1964, cuando la Philharmonia estuvo a punto de desaparecer, Civil se convirtió en el primer músico británico propuesto para ingresar en la Orquesta Filarmónica de Berlín. Sin embargo, la orquesta se refundó como New Philharmonia, dirigida por los propios músicos, y Civil decidió permanecer en la orquesta, tomando parte en su comité directivo. En 1966, Civil pasó a ocupar el puesto de primer trompa en la Orquesta Sinfónica de la BBC, en la que permaneció hasta su retirada en 1988.
Además de participar en multitud de grabaciones en las orquestas de las que fue miembro (particularmente con la Philharmonia), Civil grabó como solista los conciertos para trompa de Mozart, bajo la dirección de Otto Klemperer, así como la Serenata para tenor, trompa y cuerdas de Benjamin Britten, junto al tenor Robert Tear. Además, colaboró con The Beatles  interpretando el solo de trompa en la canción «For No One» del álbum Revolver, y participando en la orquesta de «A Day in the Life», de Sgt. Pepper's Lonely Hearts Club Band.
Civil fue profesor en el Royal College of Music de Londres. Participó en grupos de música de cámara, como los London Wind Players, Music Group of London, London Wind Quintet, y formó el Alan Civil horn Trio. Desde 1979 fue el presidente de la British Horn Society.